# FLIP (eiwit)
FLIP (c-FLIP,) (andere namen: Casper, iFLICE, FLAME-1, CASH, CLARP, MRIT of CFLAR (CASP8 and FADD-like apoptosis regulator; usurpin)) is een acroniem voor het eiwit: c-Fas-associated death domain-like interleukin-1-converting enzyme-like inhibitory protein.
Dit eiwit is betrokken bij anoikis, een specifieke vorm van geprogrammeerde celdood. Normale epitheelcellen ondergaan anoikis, of apoptose, bij verlies van verankering aan de extracellulaire matrix, door de doodreceptorroute van caspase-activering te initiëren. Kwaadaardige epitheelcellen met uitzaaiingspotentieel zijn echter bestand tegen anoikis en kunnen op een verankeringsonafhankelijke manier overleven, doordat FLIP als endogene remmer de anoikis onderdrukt.
FLIP wordt bij mensen gecodeerd door het CFLAR gen.

Chrosoom 2 q33.1

## Isovormen
Er zijn dertien splicingvarianten van het gen geïdentificeerd, maar van slechts drie hiervan is aangetoond dat ze in eiwitten worden vertaald. Dit zijn c-
FLIPL, c-FLIPS en c-FLIPR. c-FLIPL is een eiwit van 55 kDa dat structureel vergelijkbaar is met procaspase-8, met twee N-terminale DED-domeinen (death-effector domain) en een C-terminaal caspase-achtig domein. Het C-terminale domein van c-FLIPL mist het katalytische cysteïneresidu, dat de proteolytische activiteit van caspasen verleent. c-FLIPL heeft dus geen enzymatische activiteit. c-FLIPS (26 kDa) en c-FLIPR (24 kDa) bevatten ook twee N-terminale DED's, maar met een korter carboxyluiteinde dan c-FLIPL. De C-terminale staarten van de korte vormen van c-FLIP spelen een belangrijke rol in de ubiquitylatie en afbraak van de eiwitten, en draagt ook bij aan de apoptotische functie. Alle drie de isovormen van c-FLIP kunnen naar de DISC (death-inducing signaling complex) worden gerekruteerd door een interactie van hun tandem DED-domeinen met het adaptereiwit FADD (FAS-associated death domain protein).

## Necrose
FLIP speelt ook een sleutelrol (samen met caspase-8) bij het reguleren van een andere vorm van celdood die geprogrammeerde necrose of ‘necroptose’ wordt genoemd, evenals bij andere belangrijke cellulaire processen die de overleving van cellen beïnvloeden, waaronder autofagie. Bovendien beïnvloedt FLIP de activering van de intrinsieke mitochondriaal-gemedieerde apoptotische route door caspase-8-gemedieerde activering van het pro-apoptotische Bcl-2-familielid Bid te reguleren. Er is aangetoond dat FLIP niet alleen de receptorgemedieerde dood kan remmen.